# Diskus (Botanik)
Als Diskus wird in der Botanik ein oft scheiben- oder ringförmiger Wulst des Blütenbodens bezeichnet. Er bildet Nektar, ist also mit Nektardrüsen versehen. Ein Diskus kommt etwa bei den Ahornen (Acer) vor.
Der Diskus wird meist als Bildung der Achse angesehen, ähnliche Strukturen können auch vom Androeceum oder dem Gynoeceum gebildet werden.
Der Ausdruck wurde erstmals von Michel Adanson 1764 verwendet.